# Irapa
Irapa es una población venezolana capital del Municipio Mariño, Estado Sucre. Recibe el nombre de “Los Jardines” por sus exuberantes bellezas naturales, que extasiaron a sus primeros visitantes desde 1498. Fue fundada como misión en 1736 con el nombre de Patrocinio de San José de Irapa. De acuerdo con información del censo nacional de 2011, el municipio Mariño, del cual Irapa es la capital, cuenta con una población aproximada de 22 330 habitantes.
La belleza escénica de sus paisajes ha incentivado la inversión en infraestructura turística, lo cual podría convertir a esta localidad en un centro de recorridos por los paisajes occidentales del golfo de Paria. Con curiosas mezclas de arquitectura criolla y trinitaria, aún conserva vestigios de su próspero pasado como puerto de exportación de copra y cacao.

## Límites
Norte: Con el Municipio Arismendi.
Sur: Con el Golfo de Paria.
Este: Con el Municipio Valdez.
Oeste: Con el Municipio Cagigal.

## Geografía
Se puede dividir geográficamente en dos áreas:
• La zona norte de tipo montañosa en la cual se encuentra el parque nacional Península de Paria.
• La zona sur que es una planicie que llega hasta las costas del Golfo de Paria en el Océano Atlántico.
La región occidental de las planicies son fundamentalmente fangosas.
La temperatura promedio anual es de unos 27 °C con precipitaciones anuales de 1.600 mm, la estación lluviosa es de mayo a diciembre. 